# Le Fantôme du vol 401
Pour plus de détails, voir Fiche technique et Distribution.
Le Fantôme du vol 401 (The Ghost of Flight 401) est un téléfilm américain réalisé par Steven Hilliard Stern, diffusé le 18 février 1978 sur NBC et relatif à l'accident du vol Eastern Air Lines 401.
En France, le téléfilm a été diffusé dans Les Dossiers de l'écran le 26 juin 1979 sur Antenne 2. Rediffusion le 8 mars 1982 sur Antenne 2. Rediffusion le 22 avril 1987 sur La Cinq. Rediffusion le  6 juin 1987 sur La Cinq.

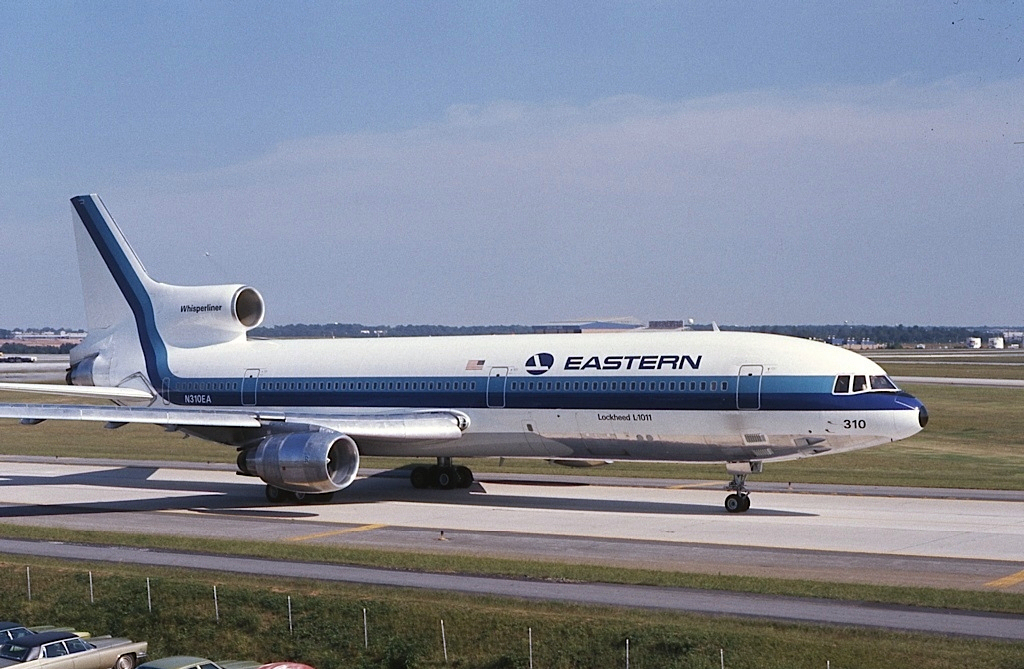
Le Lockheed L-1011 TriStar impliqué dans l'accident.

## Synopsis
En 1972, un appareil de la compagnie Eastern Airlines s’est écrasé dans un marécage en Floride. Il y eut 101 morts. Plus tard sur cette même compagnie, on dit avoir aperçu le mécanicien et le commandant du vol 401 (Bob Loft). Après des enquêtes, la compagnie découvrit un détail curieux. Chaque appareil concerné par l’apparition du commandant et du mécanicien avait reçu une pièce du vol 401. L’enquête fut menée par Feller J et des membres de la compagnie. Les journaux de bord mentionnent les apparitions. Ce téléfilm raconte ainsi l'histoire de ce vol et des apparitions.

## Fiche technique
- Titre : Le Fantôme du vol 401
- Titre original : The Ghost of Flight 401
- Réalisation : Steven Hilliard Stern
- Scénario : Robert M. Young d'après le livre de John G. Fuller (en)
- Production : Emmet G. Lavery Jr. (en)
- Musique : David Raksin
- Photographie : Howard Schwartz (en)
- Montage : Harry Keller
- Pays d'origine : États-Unis
- Format : Couleurs - 1,33:1 - Mono
- Durée : 100 minutes
- Date de diffusion : 18 février 1978

## Distribution
- Ernest Borgnine (VF : André Valmy) : Dom Cimoli
- Gary Lockwood : Jordan Evanhower
- Tina Chen (en) : Val
- Kim Basinger : Prissy Frasier
- Tom Clancy : Dutch
- Howard Hesseman : Bert Stockwell
- Russell Johnson : Loft
- Alan Oppenheimer : Barton
- Beverly Todd : Dana
- Mark L. Taylor : Ron Smith
- Angela Clarke : Mme Collura

## Autour du film
- Voir vol Eastern Air Lines 401.